# Miguel Raposo
Miguel Abreu Raposo (Lisboa, 31 de março de 1986) é um ator português.

## Biografia e carreira
Miguel Abreu Raposo, nasceu em Lisboa, no dia 31 de março de 1986, filho dos atores José Raposo e Maria João Abreu.
Devido às circunstâncias familiares, está ligado às artes desde criança. Estudou licenciatura em Teatro, na Escola Superior de Teatro e Cinema até 2008. No mesmo ano, criou uma companhia de teatro com colegas de formação e começou a coproduzir e corealizar pecas dos seus parceiros artísticos.
Teve alguns pequenos papéis, antes do seu auge profissional, como Morangos com Açúcar (TVI), Laços de Sangue (SIC) ou Bem-Vindos a Beirais (RTP1). Estreou-se no cinema com o filme O Que Há de Novo no Amor?. No mesmo ano integrou o elenco da Peça A Gaivota de Tchékhov, na Casa Conveniente, com encenação de David Pereira Bastos. Em 2016 entrou no filme Cartas da Guerra e, um ano depois na série da RTP1 Filha da Lei, no papel de Henrique.
Em 2019 integrou o elenco da série líder absoluta de audiências da SIC, Golpe de Sorte, protagonizada pela sua mãe, onde ganhou bastante destaque perante o público.
Em 2020, foi um dos concorrentes do talent show da TVI, Dança com as Estrelas. Protagonizou em 2022, Da Mood para a RTP1 e na SIC integrou o elenco da novela Lua de Mel. No mesmo ano, protagoniza também o filme O Pai Tirano, transmitido na plataforma de streaming da SIC, OPTO.
Em 2023, protagonizou a peça de teatro Sonho de Uma Noite de Verão, encenada por Diogo Infante no Teatro da Trindade e entrou na novela Papel Principal (SIC).

## Filmografia

### Televisão
| Ano         | Projeto                | Papel                  | Notas               | Canal |
| ----------- | ---------------------- | ---------------------- | ------------------- | ----- |
| 2008        | Morangos com Açúcar    | Amigo de Paulo         | Elenco Adicional    | TVI   |
| 2009 - 2010 | 5 para a Meia-Noite    | Vários Papéis          | Ator Convidado      | RTP1  |
| 2011        | Conta-me como Foi      |                        | Elenco Adiconal     | RTP1  |
| 2011        | Laços de Sangue        | Filipe                 | Elenco Adiconal     | SIC   |
| 2013        | Bem-Vindos a Beirais   | José António           | Elenco Adiconal     | RTP1  |
| 2013 - 2014 | I Love It              | Chino                  | Elenco Adiconal     | TVI   |
| 2014 - 2015 | Jardins Proibidos      | João                   | Elenco Adiconal     | TVI   |
| 2015        | Poderosas              | Carlos                 | Elenco Adiconal     | SIC   |
| 2015        | Coração d'Ouro         |                        | Elenco Adiconal     | SIC   |
| 2017        | Filha da Lei           | Henrique               | Elenco Principal    | RTP1  |
| 2017        | Ministério do Tempo    | Pessoa                 | Elenco Principal    | RTP1  |
| 2017        | Madre Paula            | Rafael                 | Elenco Principal    | RTP1  |
| 2017 - 2018 | Paixão                 | Gonçalo                | Elenco Adicional    | SIC   |
| 2018        | Subsolo                | Miguel                 | Elenco Principal    | RTP1  |
| 2018 - 2019 | Circo Paraíso          | Rui                    | Elenco Principal    | RTP1  |
| 2019        | Sul                    | Enfermeiro Morgue      | Elenco Adicional    | RTP1  |
| 2019        | Onde Está Elisa?       | Jacaré                 | Elenco Adicional    | TVI   |
| 2019        | Valor da Vida          | Médico                 | Elenco Adicional    | TVI   |
| 2019        | Terra Brava            | Jorge Ferraz (1989)    | Elenco Adicional    | SIC   |
| 2019 - 2021 | Golpe de Sorte         | Duarte Godinho         | Elenco Principal    | SIC   |
| 2019 - 2021 | Golpe de Sorte         | Vasco (nome falso)     | Elenco Principal    | SIC   |
| 2019 - 2021 | Golpe de Sorte         | Serpente (pseudónimo)  | Elenco Principal    | SIC   |
| 2020        | Dança com as Estrelas  | Ele Próprio            | Concorrente         | TVI   |
| 2020        | Quer o Destino         | Bernardo de Santa Cruz | Elenco Adicional    | TVI   |
| 2020        | O Atentado             | António Silva          | Elenco Adicional    | RTP1  |
| 2022        | A Rainha e a Bastarda  | Afonso Sanches         | Elenco Principal    | RTP1  |
| 2022        | Da Mood                | Rui Martins            | Protagonista        | RTP1  |
| 2022        | Por Ti                 | Dr. Peixoto            | Elenco Adicional    | SIC   |
| 2022        | Lua de Mel             | Augusto Cruz           | Elenco Principal    | SIC   |
| 2022        | O Pai Tirano           | Francisco              | Protagonista (OPTO) | SIC   |
| 2023 - 2024 | Papel Principal        | Manuel Silvestre       | Elenco Principal    | SIC   |
| 2023        | O Crime do Padre Amaro | João Eduardo           | Elenco Principal    | RTP1  |
| 2023        | Queridos Papás         | Carlos                 | Elenco Adicional    | TVI   |
| 2025        | Vizinhos Para Sempre   | Joaquim Aires          | Elenco Principal    | TVI   |

### Cinema
| Ano  | Filme                               | Papel                               | Notas                                         |
| ---- | ----------------------------------- | ----------------------------------- | --------------------------------------------- |
| 2005 | Até Amanhã, Camaradas!              |                                     |                                               |
| 2011 | O Que Há de Novo no Amor?           | Eduardo                             |                                               |
| 2012 | Por Favor, Não Toques na Minha Afro |                                     |                                               |
| 2016 | Cartas da Guerra                    | Enfermeiro Gago Coutinho            | Filme realizado por Ivo Ferreira              |
| 2018 | Anjo                                |                                     |                                               |
| 2018 | Linhas de Sangue                    | Nelson Miranda                      | Filme realizado por Manuel Pureza             |
| 2018 | Parque Mayer                        | Francisco Faria                     | Filme realizado por António-Pedro Vasconcelos |
| 2019 | Snu                                 | Deputado da Assembleia da República |                                               |
| 2019 | Variações                           | Pedro Ayres Magalhães               | Filme realizado por João Maia                 |
| 2022 | O Pai Tirano                        | Francisco                           | Filme realizado por João Gomes                |

### Teatro
| Ano  | Peça                                          | Notas                             | Teatro                      |
| ---- | --------------------------------------------- | --------------------------------- | --------------------------- |
| 2008 | A Gaivota                                     | Encenação de David Pereira Bastos | Casa Conveniente            |
| 2010 | Robinson Crusoe                               | Encenação de Álvaro correia       | Teatro Nacional D. Maria II |
| 2011 | I Love Broadway                               |                                   | Casa Conveniente            |
| 2012 | Sangue                                        | De David Pereira Bastos           | Teatro Maria Matos          |
| 2013 | Isto é Que Me Dói!                            | Encenação de Francisco Nicholson  | Teatro Villaret             |
| 2013 | Casa de Campo                                 | De Frederico Corado               | Teatro Villaret             |
| 2013 | O Aldrabão                                    | Encenação de João Mota            | Teatro Nacional D. Maria II |
| 2014 | Noite de Guerra no Museu do Prado             | Encenação de José Peixoto         | Teatro Nacional São João    |
| 2014 | Radiografia de Um Nevoeiro Imperturbável      | Encenação de Daniel Gorjão        | Teatro Nacional D. Maria II |
| 2017 | Sonho de Uma Noite de Verão                   | Encenação de Simon Frankel        | Teatro BBVA                 |
| 2019 | O Crocodilo ou o Extraordinário Acontecimento | De Rui Neto                       | Teatro São Luiz             |
| 2019 | Chicago                                       | Encenação de Diogo Infante        | Teatro da Trindade          |
| 2021 | Cabaret Repórter X                            | Encenação de André Murraças       | Teatro São Luiz             |
| 2023 | Isto Não Acaba Assim                          | Encenação de Michel Simeão        | Teatro Villaret             |
| 2023 | Sonho de Uma Noite de Verão                   | Encenação de Diogo Infante        | Teatro da Trindade          |